# Felsritzungen von Kvennavika

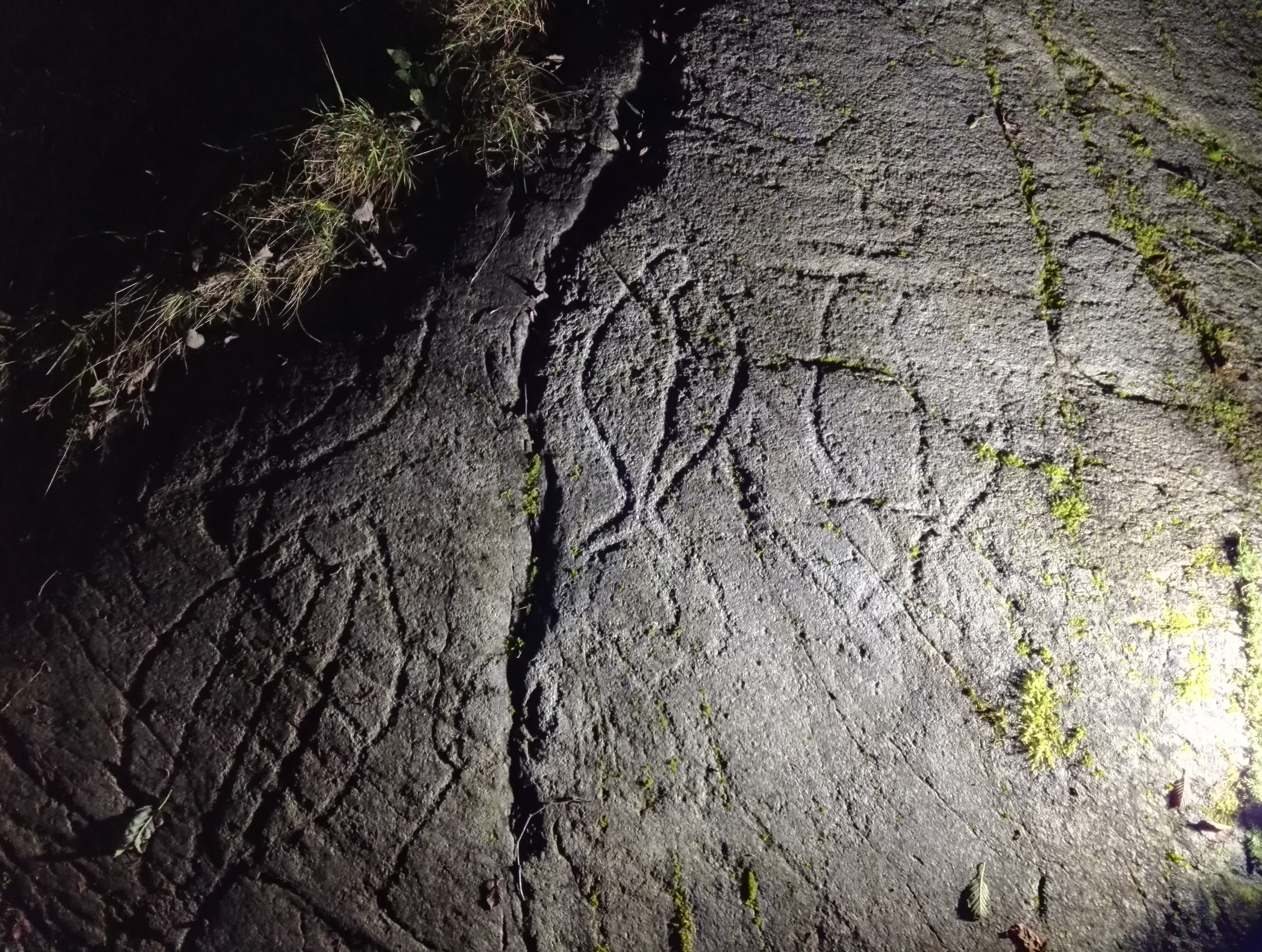
Einige der Ritzungen mit dem gemusterten Fisch links unten

Die Felsritzungen von Kvennavika am Skarnsund in der Kommune Inderøy im norwegischen Fylke Trøndelag bestehen aus dreizehn Figuren, die vermutlich Heilbutt oder andere Vertreter der Schollen darstellen. Sie bilden die größte Ansammlung von Felsritzungen mit Fischmotiv in Nordeuropa. Eine Besonderheit der Ritzungen in Kvennavika ist, dass die Figuren nebeneinander angeordnet sind und ein einheitliches Muster bilden.
Die Ritzungen befinden sich auf einer Steinplatte 35 Meter über dem Meeresspiegel auf der Südseite der Bucht Kvennavika. Als die Figuren in den kuppelförmigen Stein geritzt wurden, lag der Stein noch im Uferbereich. Durch das Abschmelzen des Eisschildes nach der letzten Eiszeit und die daraus resultierende Landhebung gelangten sie auf ihre heutige Höhe.

## Die Felsritzungen

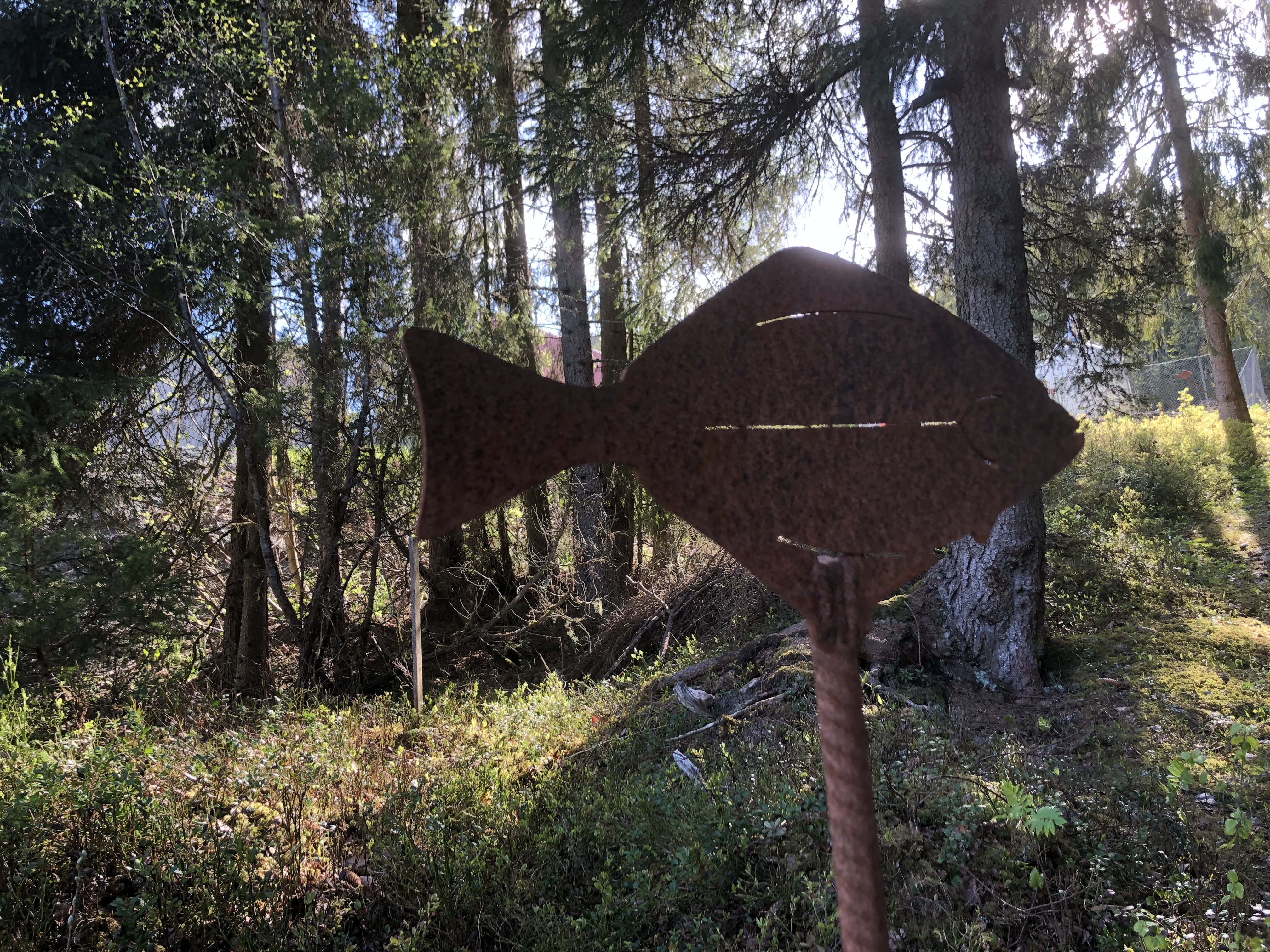
Wegweiser zu den Felsritzungen von Kvennavika

Bei den Ritzungen handelt es sich um sogenannte veideristninger – Darstellungen von Jagdwild –, die in die Jungsteinzeit vor etwa 4000 bis 5000 Jahren datiert werden.
Die Steinplatte mit den dreizehn Figuren fällt nach Ostsüdost schräg ab. Die nebeneinander angeordneten Fische erscheinen als eine einheitliche Komposition. Vermutlich entstanden sie gleichzeitig, mit der möglichen Ausnahme des gemusterten Fisches (am linken Bildrand). Außer zwei Fischen liegen alle Figuren in einer Reihe mit den Köpfen nach oben und formen einen Halbkreis, so dass sich die Linien ihrer Rückenflossen an einem Punkt oberhalb der Steinplatte treffen. Nur der westlichste Fisch liegt in umgekehrter Richtung und der gemusterte Fisch befindet sich etwas außerhalb des Halbkreises. Es ist spekuliert worden, dass diese Anordnung auf eine rituelle Funktion hindeuten könnte. Schon Gjessing (1936) und Hällström (1938) bemerkten, dass die Komposition durchdacht und ganzheitlich erscheint und damit vermutlich eine Funktion als Einheit innehatte. Wahrscheinlich handelte es sich dabei um Jagdmagie, Rituale, um Erfolg beim Fischfang zu beschwören. Möglicherweise sind die Flundern auch an den Strand „geschwommen“, um einen Schamanen zu erleben, der oben auf dem Berg vor seiner Versammlung sprach.
Zusätzlich zu den dreizehn Fischfiguren befinden sich noch drei weitere Ritzungen auf dem Stein. Diese sind bislang nicht gedeutet und werden als „unbestimmte Figuren“ beschrieben. Kalle Sognnes schlägt zudem vor, dass die größte der Fischfiguren mit dem Netzmuster auf dem Rücken auch als Zeremonialtrommel eines Schamanen gedeutet werden könnte.
Die Ritzungen gehören zu einer Reihe ähnlicher Zeichnungen verschiedener Tierarten (Elch, Rentier und Fische), die in der Gegend um den Beitstadfjord, den inneren Teil des Trondheimsfjordes, gefunden wurden: die Felsritzungen von Bøla, Bardal, Hammer, Skjevik und Homnes sowie etwas weiter südlich die Felsritzungen von Holtås. Als eines von nur sieben bekannten Felsbildern in Trøndelag besteht das Feld bei Kvennavika ausschließlich aus marinen bzw. aus dem Meer stammenden Motiven.

## Entdeckung der Zeichnungen

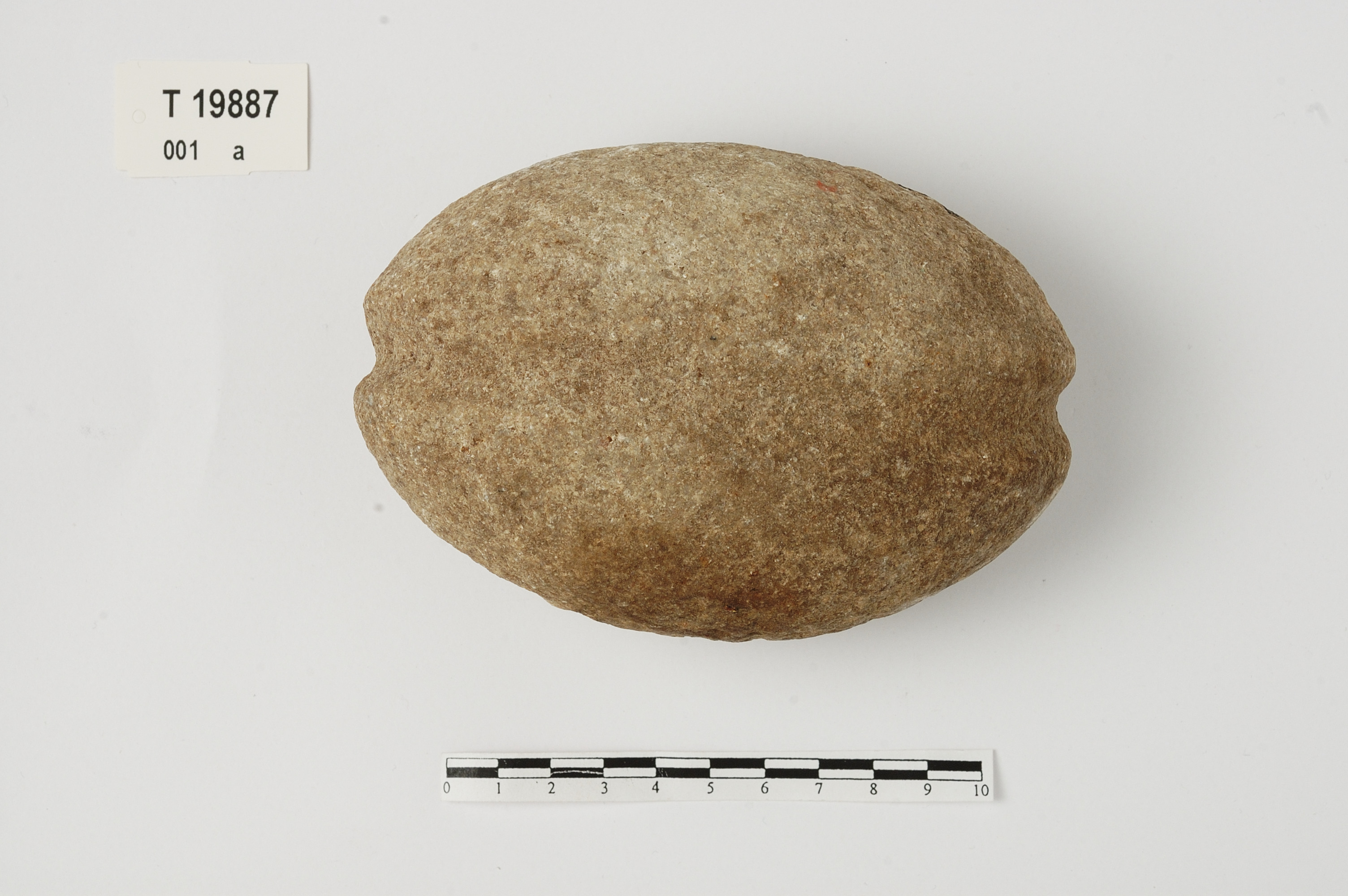
Gewicht für ein Fischernetz aus der Steinzeit aus der Umgebung der Felsritzungen. Foto: Ole Bjørn Pedersen, NTNU Vitenskapsmuseet

Vier der Zeichnungen wurden im November 1930 beim Roden entdeckt. Bei Bodenarbeiten wurde eine Lage Muschelsand aufgedeckt, die etwa 200 Meter vom heutigen Ufer entfernt und 30 Meter über dem Fjord lag. Auf einem Felsen oberhalb des Muschelsandes fand der Sohn des Grundbesitzers, Arne Tangstad, die Ritzungen, die teilweise von Moos überwachsen waren. Einsetzender Schneefall hinderte zunächst eine weitere Untersuchung.
Der Fund erregte schnell die Aufmerksamkeit von wichtigen Prähistorikern wie Anton Wilhelm Brøgger in Oslo und Theodor Petersen vom Wissenschaftsmuseum der NTNU in Trondheim. Letzterer untersuchte und dokumentierte den Fund im darauf folgenden Jahr und fand weitere Zeichnungen. 1934 untersuchte Gutorm Gjessing den Fund erneut. Bei einer Untersuchung im Herbst 2017 wurde eine weitere Fischritzung gefunden, so dass die Anzahl der bekannten Figuren nun auf dreizehn gewachsen ist.
In der Nähe der Ritzungen wurden auch drei Artefakte aus der Steinzeit gefunden: eine Steinaxt und zwei Gewichte zum Beschweren von Fischernetzen. Diese Gegenstände werden in Zusammenhang mit der Bergkunst gestellt.
Das Feld kann heute besucht werden und ist über einen 200 Meter langen Waldweg zu Fuß erreichbar und mit Informationstafeln versehen.